# Казнаташ
Казнаташ (баш. Ҡаҙнаташ) — деревня в Нуримановском районе Башкортостана, входит в состав Новосубаевского сельсовета. 

## Географическое положение
Расстояние до:
- районного центра (Красная Горка): 27 км,
- центра сельсовета (Новый Субай): 3 км,
- ближайшей ж/д станции (Иглино): 77 км.

## Население
| 2002 | 2009 | 2010 |
| ---- | ---- | ---- |
| 14   | ↘9   | ↗13  |

### Национальный состав
Согласно переписи 2002 года, преобладающие национальности — русские (64 %), татары (29 %).

## Достопримечательности
- Родник «Кипун» — памятник природы Республики Башкортостан, уникальность родника обусловлена тем, что вода здесь за счёт давления бурлит и создает эффект кипячения[5][6].